# Parque O'Higgins
El parque O'Higgins —antiguamente parque Cousiño— es un parque urbano tradicional situado en la comuna y ciudad de Santiago, capital de Chile. Debe su nombre a Bernardo O'Higgins, uno de los «padres de la Patria de Chile». Tiene cierre perimetral y está junto a la estación homónima del Metro de Santiago y a la Autopista Central.

## Historia

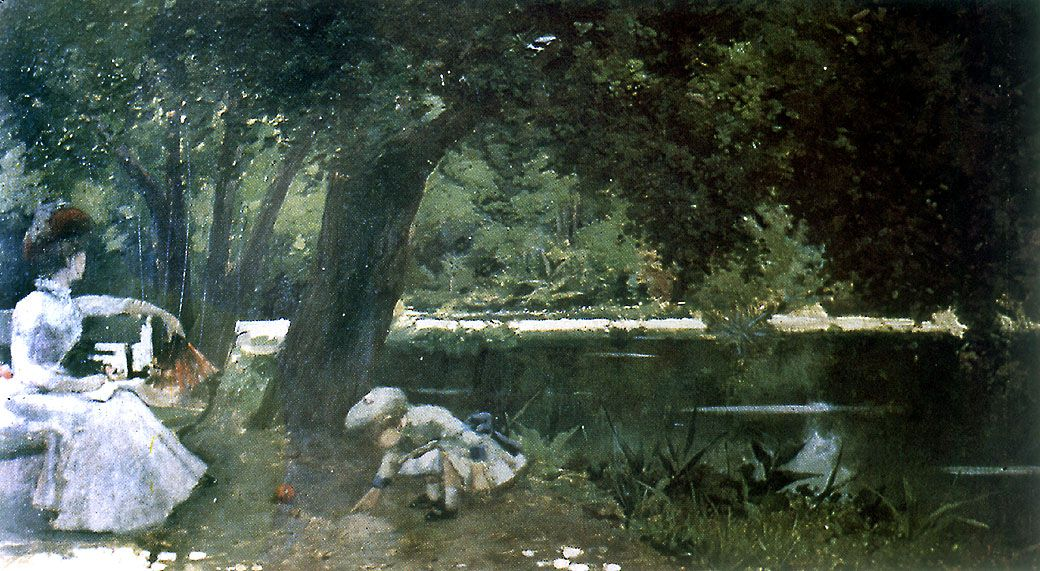
Antigua laguna del parque en el, óleo de Alberto Orrego.

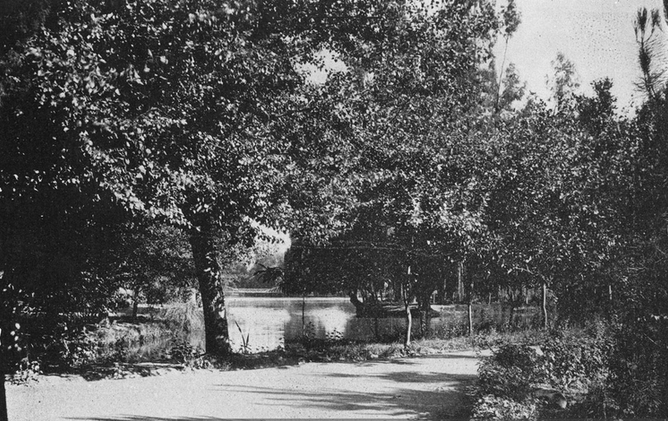
Parque Cousiño hacia el año 1910.

Antes de 1870, este sector de la capital chilena se denominaba «La Pampilla». Era un lugar forestado, destinado al paseo a caballo y la celebración del aniversario patrio, cuando por única vez en el año las clases pudientes se alternaban con las clases bajas en las fondas y ramadas que se levantaban allí. Dicho terreno estaba situado al sur de «La Cañada», entre las actuales calles Santa Rosa y San Ignacio, y se extendía hasta el Zanjón de la Aguada. El «Campo de Marte» era una explanada de tierra colindante e incluida en «La Pampilla».
En 1870, el antiguo «Campo de Marte» fue restaurado por orden de Luis Cousiño como una donación a la ciudad y con su completo financiamiento gracias al auge minero del carbón de piedra que se encontraba explotando en el centro-sur del país. Para dicha tarea, contrató la asesoría del paisajista francés Guillermo Renner. Así, el Parque Cousiño fue oficialmente inaugurado en 1873. El 19 de diciembre de 1926, fue usado por la Iglesia católica en Chile para la Solemne Coronación de la Virgen del Carmen, que celebró el legado papal, monseñor Benedetto Aloisi Masella, quien fuera nuncio en Chile. La imagen coronada en esta ocasión no fue la imagen cuzqueña colonial que se conserva en el Templo Votivo de Maipú, que entonces no existía, sino una imagen traída desde Francia y que hoy se conserva en la Catedral Metropolitana de Santiago, desde donde sale en procesión el último domingo de septiembre de cada año.
En el interior del parque en 1956, Mario Recordón diseñó lo que sería el estadio techado más grande de Chile. El ingeniero Santiago Arias hizo los cálculos estructurales, pero solo se construyó la obra gruesa, que permaneció así hasta 1999. Durante el gobierno del presidente Eduardo Frei Ruiz-Tagle, ChileDeportes terminó de construir el techo, pero no quedó habilitado del todo. En 2004, el Ministerio de Obras Públicas llamó a una licitación para terminarlo y habilitarlo. Finalmente, con una inversión de US$7 millones más lo aportado por el fisco, se inauguró en marzo de 2006 el estadio multipropósito más grande de Sudamérica, el Arena Santiago, desde 2008 denominado Movistar Arena, que se encuentra en concesión con ese nombre por veinte años.

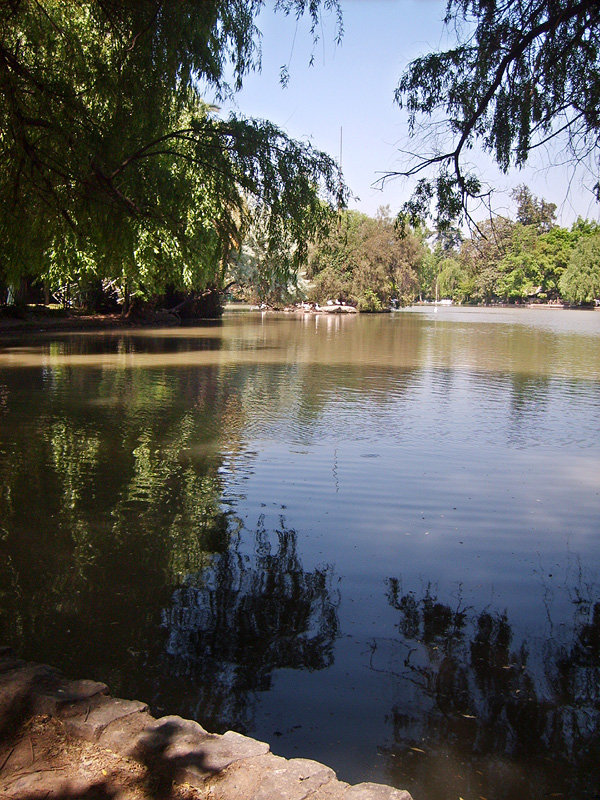
Una de las dos lagunas artificiales del parque.

Entre mayo de 1971 y noviembre de 1972 se realizó una remodelación completa del parque: se construyó el Pueblito —con más de 15 restaurantes, entre ellos «Altar del Mastique», «La Recoba», «Las Glorias de Chile», «El Molino Loco», «La Jaula Dorada», «El Sin Envidia», «El Pobre Pollo», «El Chancho en la Batea» y «La Casita Azul»—, se pavimentó la pista de desfiles y se multiplicó la capacidad de las tribunas; el parque fue reinaugurado como Parque O'Higgins el 2 de noviembre de 1972, siendo abierto al público dos días después. En esa rehabilitación participaron los arquitectos paisajistas Carlos Martner, Raúl Bulnes, Yolanda Schwartz e Irene Boisser, Pedro Soto, Myriam Beach y Virginia Plubins.

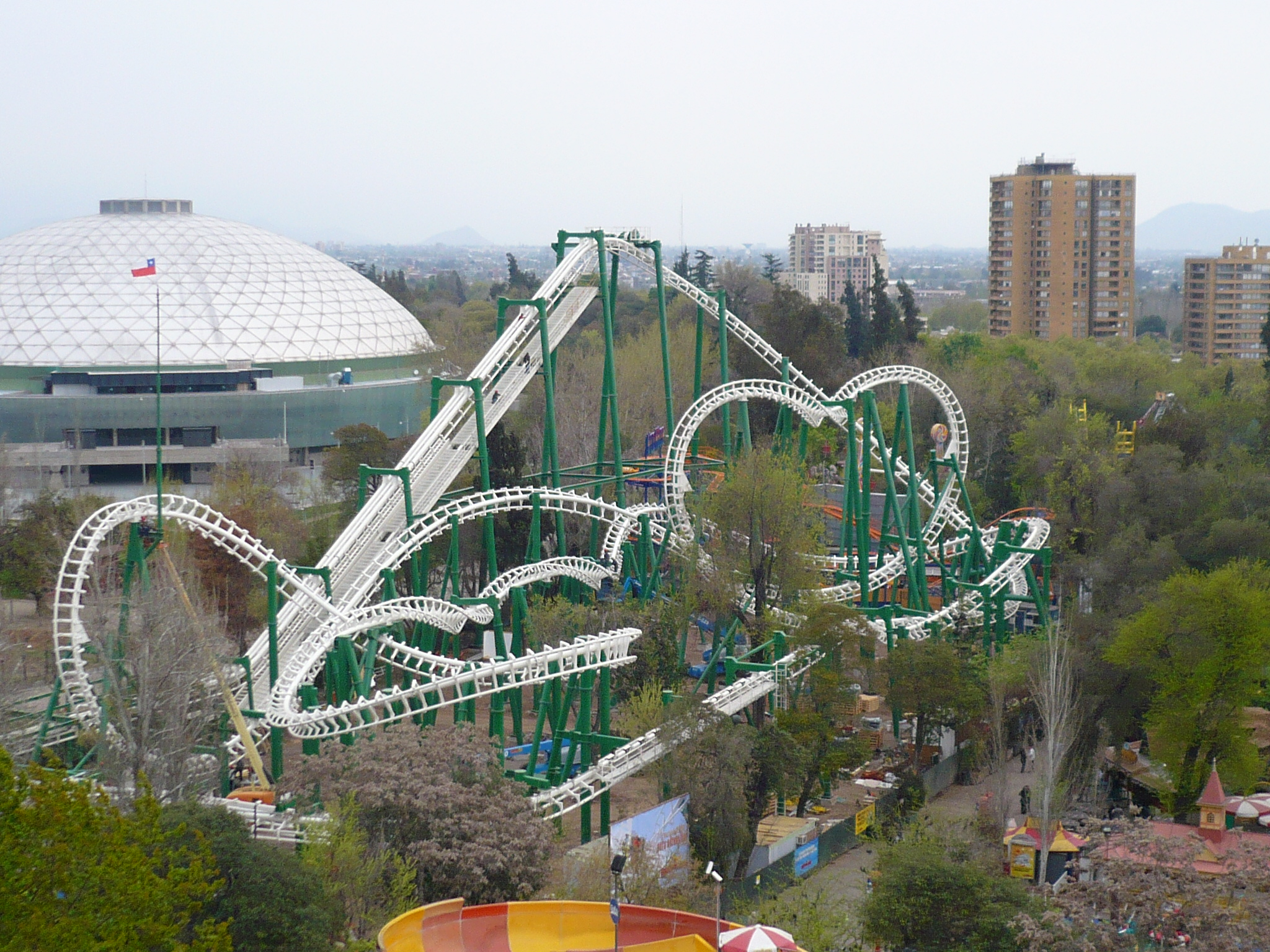
Parque de atracciones Fantasilandia, ubicado en una esquina del parque.

El 26 de enero de 1978 fue inaugurado en la esquina noroeste Fantasilandia, un parque de atracciones construido por la sociedad de Gerardo Arteaga, Enrique Rodríguez Calvo y los hermanos Juan Pablo y Alfonso Barriles Correa. Contaba inicialmente con ocho juegos: Pulpo, Century 2000, Mansión Siniestra, Carrusel, Ford T, Amor Expresa, Alfombra Mágica y los autos chocadores.
En 1987, durante la visita del papa Juan Pablo II al país, graves disturbios se produjeron durante la ceremonia de beatificación de sor Teresa de Los Andes. La dura represión ejercida por Carabineros de Chile a los manifestantes contrarios a la dictadura militar de entonces, sumada a la violencia con la que actuaron estos grupos, obligó a que la ceremonia fuera suspendida por varios minutos. La serenidad en que se mantuvo Juan Pablo II permitió continuar con la ceremonia que fue cerrada con la frase «el amor es más fuerte», considerada como un símbolo para la reconciliación del país.
En 1992 y con motivo de la primera visita del dalái lama a Chile, fue inaugurado el «Jardín del Tíbet» al interior del parque. Años después en 2006, el gobierno chino realizó una donación económica para la creación del jardín chino de Santiago en la ladera Sur del parque urbano. 

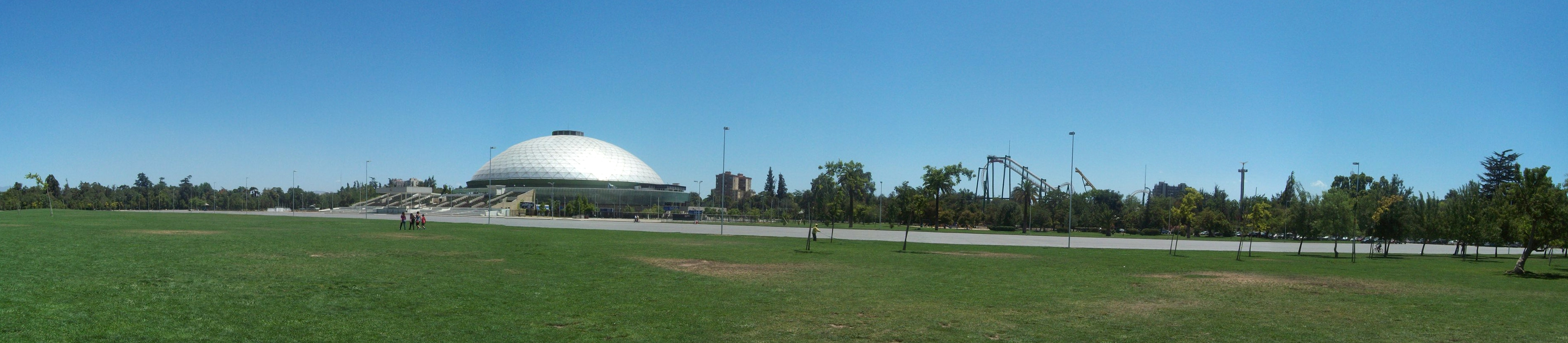
Explanada del parque O'Higgins.

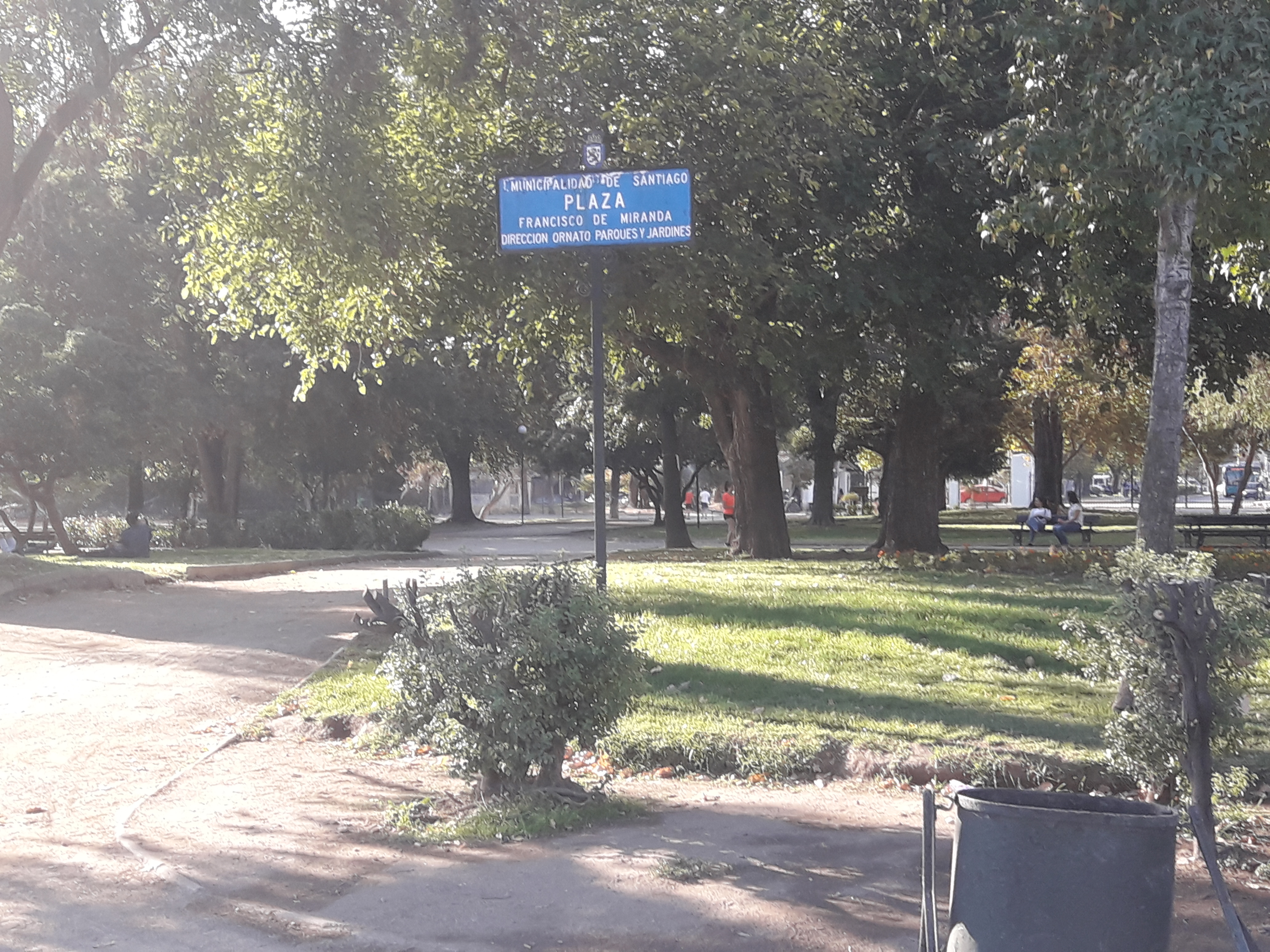
Plaza Francisco de Miranda, ubicada dentro del parque.

En 2000, Chile y Argentina se enfrentaban por la segunda ronda de la zona americana I de la Copa Davis en el estadio multipropósito Arena Santiago. Durante el partido entre Nicolás Massú y Mariano Zabaleta, los puntos de penalización hacia el jugador chileno exacerbaron la conducta del público local, lo que llevó a que la gente lanzara proyectiles directo hacia la cancha provocando la suspensión del partido. El seleccionado argentino abandonó la serie, invocando una victoria por walkover de Chile. Desde aquella oportunidad, La cúpula fue prácticamente abandonada y su construcción suspendida hasta 2006.
En noviembre de 2000 se celebró en este lugar la clausura del Congreso Eucarístico Nacional con motivo del Año Santo Jubilar 2000. En representación del papa Juan Pablo II, presidió la santa misa el cardenal colombiano Darío Castrillón Hoyos. Previa a esta misa, en la Catedral Metropolitana de Santiago se había realizado una celebración penitencial donde la Iglesia había pedido perdón por los pecados cometidos.
A mediados de noviembre de 2010, el músico estadounidense Perry Farrell anunció que la vigésima versión del festival Lollapalooza se realizaría  en el Parque O'Higgins de Santiago los días 2 y 3 de abril de 2011. Dicha ocasión fue la primera vez que el evento abandonó Estados Unidos. El evento pretendía reunir a más de 125 000 personas, entre el Arena Santiago, la Elipse del Parque O'Higgins y el Teatro La Cúpula. Desde entonces es que Lollapalooza Chile se ha realizado anualmente en el parque, entre marzo y abril.
El parque se ha convertido en un auténtico «pulmón verde» de la ciudad; dispone de distintas instalaciones para el esparcimiento y el deporte, incluyendo Fantasilandia, el principal parque de atracciones del país.

## Actividades

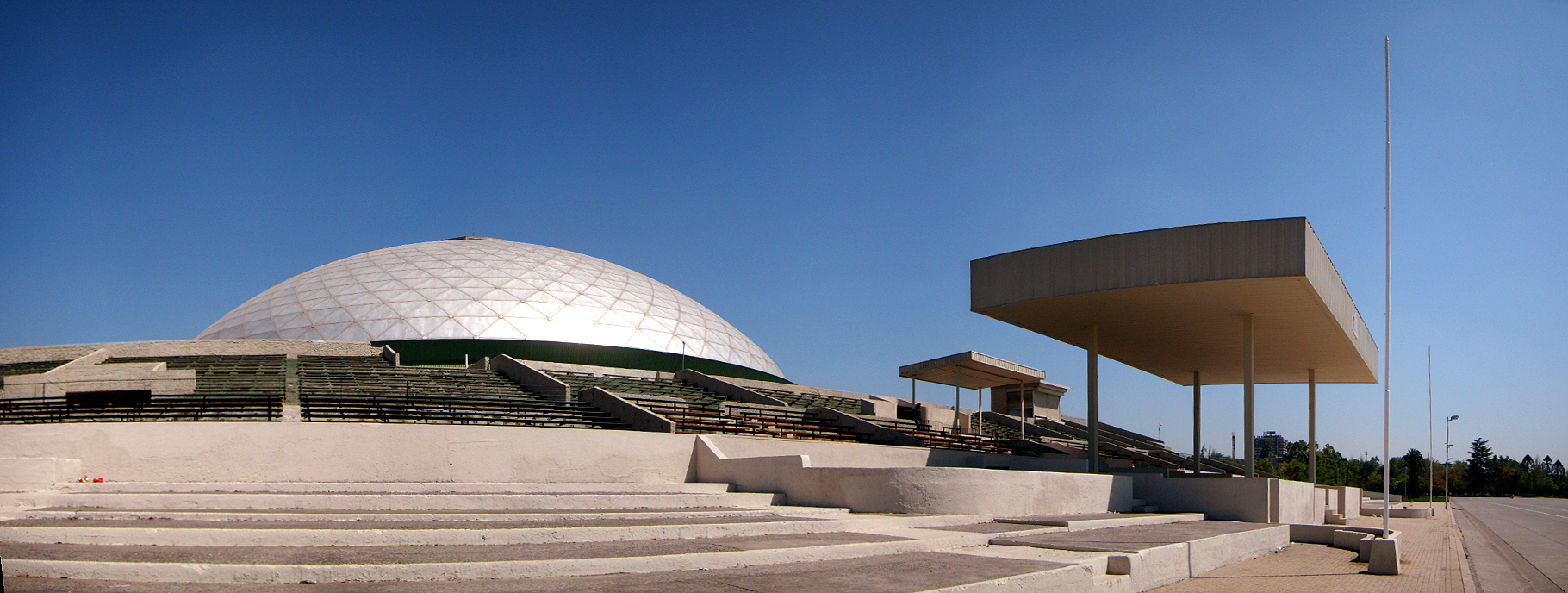
Movistar Arena junto a las gradas de la explanada del parque, lugar donde cada 19 de septiembre de realiza la Parada Militar

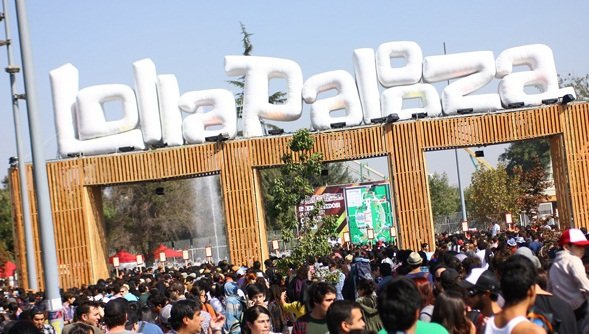
Entrada Lollapalooza Parque O'Higgins

### Celebración de Fiestas Patrias
El parque se convierte anualmente en el centro nacional de actividades de las Fiestas Patrias chilenas. En el sector conocido como El Pueblito, se instalan decenas de fondas, recintos de gastronomía típica nacional con lugares para el baile, como la cueca. Cada 19 de septiembre se realiza, en la Explanada del Parque (conocida como La Elipse), la Parada Militar frente a las máximas autoridades del Gobierno y cientos de miles de espectadores. En su costado oriente, se ubica la Universidad Bernardo O'Higgins.

### Festival Lollapalooza Chile
Desde 2011 hasta 2019, llega a Chile Lollapalooza. Lollapalooza es un festival musical original de los Estados Unidos que ofrece bandas de rock alternativo, indie, rap y punk rock concebido en 1991 por Perry Farrell, cantante de Jane's Addiction. Lollapalooza Chile se realiza anualmente los últimos dos días de marzo o los primeros dos días de abril en el Parque O'Higgins albergando a más de 120 000 asistentes, con 6 escenarios y más de 60 artistas en dos días.
Para la versión 2018, se suma por primera vez un tercer día, con más de 100 artistas para los días 16, 17 y 18 de marzo.

### Feria de las Pulgas Acuaristas de Santiago
Cada primer fin de semana de cada mes se reúnen cientos de acuaristas en la ya famosa y clásica Feria de las Pulgas Acuaristas de Santiago.
Realizada en el sector de las mesas que quedan al costado de la laguna, en esta feria se intercambian productos de todo tipo referentes a este hobby y es libre de ir quien quiera, el acceso es gratuito y es organizada por los mismos Acuaristas de Chile y no pertenece a ninguna entidad privada.

### Visita del papa Francisco a Chile
El martes 16 de enero de 2018, el papa Francisco celebró en este parque la misa por la paz y la justicia, como parte de su visita a Chile. Las puertas se abrieron a las 2:00 horas (UTC-3) y el evento se inició a las 10:20 (UTC-3). El sermón se centró en las bienaventuranzas y fue escuchado en el recinto por unas cuatrocientas mil personas.

### E-Prix de Santiago
A partir de 2019, el parque alberga una de las fechas del Campeonato FIA de la Fórmula E, utilizando el Elipse y parte de los caminos asfaltados del recinto